# Ernst Müller (Boxer)
Ernst Müller (* 16. Mai 1954 in Düren) ist ein ehemaliger deutscher Boxer. Er wurde 1979 Europameister der Amateure im Weltergewicht.

## Werdegang
Ernst Müller begann als Jugendlicher beim Boxring Düren 1955 mit dem Boxen. Sein erster Trainer war Heinz Jäger. Diesem Verein gehörte er bis 1974 an. Im gleichen Jahr wechselte er zum BC Essen-Steele, 1975 zum BF Ringfrei Mülheim und 1976 zu Bayer Leverkusen, wo er von Helmut Müller trainiert wurde. Als Junior boxte er im Leichtgewicht, von 1975 bis 1977 im Halbweltergewicht und danach bis zu seinem Karriereende 1982 im Weltergewicht.
Die sportlichen Erfolge von Ernst Müller begannen im Jahre 1971, als er bei der deutschen Juniorenmeisterschaft im Leichtgewicht den 3. Platz belegte. 1972 wurde er dann deutscher Juniorenmeister in der gleichen Gewichtsklasse. 1972 nahm er an der Junioren-Europameisterschaft in Bukarest teil, schied dort aber im Viertelfinale nach einer Niederlage gegen Bozidar Varic aus Jugoslawien aus und belegte einen 5. Platz. 1974 startete er erstmals bei der deutschen Meisterschaft der Senioren im Halbweltergewicht und unterlag dort im Finale gegen Burkhart Barnowski. Er nahm in diesem Jahr auch noch einmal an der Junioren-Europameisterschaft teil, schied dort aber im Halbweltergewicht nach einem Punktsieg über Jean-Claude Ruiz, Frankreich nach einer Punktniederlage gegen Kazimierz Szczerba, Polen, wieder im Viertelfinale aus und kam dadurch wieder auf den 5. Platz.
1975 wurde Ernst Müller mit einem Punktsieg über Jorg-Detlev Retschkau erstmals deutscher Meister im Halbweltergewicht. Bei der Europameisterschaft 1975 in Kattowitz musste er in der Runde der letzten 32 gegen Handi Yildirim aus der Türkei eine techn. KO-Niederlage in der 1. Runde hinnehmen, womit er ausschied und nur auf den 17. Platz kam.
1976 wurde er wieder deutscher Meister. Im Finale des Halbweltergewichts besiegte er dabei Burkhard Barnowski durch Abbruch in der 3. Runde. Er nahm dann auch an den Olympischen Spielen in Montreal teil. Nach einem kampflosen Sieg über Karim Ibrahim aus Ägypten unterlag er dort im Achtelfinale gegen Wladimir Kolew, Bulgarien, nach Punkten (0:5) und erreichte einen 9. Platz.
Nach seinem erneuten Titelgewinn bei der deutschen Meisterschaft 1977 startete Ernst Müller im gleichen Jahr bei der Europameisterschaft in Halle (Saale), unterlag aber dort schon im Achtelfinale gegen Georgios Agrimavakis, Griechenland durch Abbruch in der 2. Runde und kam deshalb wieder auf den 9. Platz.
Nach seinem Wechsel in das Weltergewicht gelang Ernst Müller dann im Jahre 1978 auch im internationalen Boxgeschehen der große Durchbruch. Er wurde in dieser Gewichtsklasse mit einem Punktsieg über Harald Wildanger wieder deutscher Meister und nahm anschließend an der Weltmeisterschaft in Belgrad teil. Dort besiegte er Plamen Jankow aus Bulgarien nach Punkten (5:0) und Emilio Correa aus Kuba und Zbigniew Kicka aus Polen jeweils durch Abbruch in der 2. Runde. Im Halbfinale traf er auch Miodrag Perunović aus Jugoslawien, gegen den er nach Punkten verlor. Er gewann damit mit der Bronzemedaille aber seine erste internationale Medaille.
1979 schlug Ernst Müller im Finale der deutschen Meisterschaft Michael Kerscher nach Punkten. Er qualifizierte sich damit für die Teilnahme an der Europameisterschaft in Köln. Er siegte dort im Weltergewicht über Gaetano Caso, Italien durch Abbruch in der 2. Runde und über Alexander Koschkin, UdSSR (5:0), Kalevi Kosunen, Finnland (5:0) und Sreten Mirkovic, Jugoslawien (5:0) jeweils sicher nach Punkten und wurde damit in überlegenem Stil Europameister.
1980 gewann Ernst Müller im Weltergewicht seinen sechsten deutschen Meistertitel. Die Teilnahme an den Olympischen Spielen in Moskau hätte dann zum Höhepunkt seiner Boxerlaufbahn werden sollen. Wegen des bundesdeutschen Boykotts der Spiele fand diese jedoch letztlich nicht statt.
Ernst Müller beendete daraufhin seine internationale Laufbahn, kämpfte aber auf nationaler Ebene noch bis 1982 weiter. Er bestritt insgesamt 256 Kämpfe, von denen er nur 23 verlor. Auch heute ist Müller seinem Sport noch treu als Trainer im Boxring Düren. Müller war Trainer von Manfred Zielonka.
Der gelernte Glasbläser arbeitete seit der Insolvenz der Glashütte Peill & Putzler bei der Stadtverwaltung Düren. Er ist verheiratet und hat vier Kinder.

## Internationale Erfolge
| Jahr | Platz | Wettbewerb                                                                       | Gewichtsklasse | Ergebnis |
| 1972 | 5.    | Junioren-EM in Bukarest                                                          | Leicht         | nach einer DQ-Niederlage in der 2. Runde gegen Bozidar Varic, Jugoslawien |
| 1974 | 5.    | Junioren-EM in Kiew                                                              | Halbwelter     | nach einem Punktsieg über Jean-Claude Ruiz, Frankreich und einer Punktniederlage gegen Kazimierz Szczerba, Polen                                                                                                  |
| 1975 | 17.   | EM in Kattowitz                                                                  | Halbwelter     | nach einer techn. KO-Niederlage in der 1. Runde gegen Handi Yildirim, Türkei |
| 1975 | 2.    | Vaclav-Prochazka-Memorial in Ostrava                                             | Halbwelter     | nach einer Punktniederlage im Halbfinale gegen Stanislaw Bacik, ČSSR (1:4 Richterstimmen) |
| 1976 | 9.    | OS in Montreal                                                                   | Halbwelter     | nach einem kampflosen Sieg über Karim Ibrahim, Ägypten und einer Punktniederlage gegen Wladimir Kolew, Bulgarien (0:5)                                                                                            |
| 1977 | 9.    | EM in Halle (Saale)                                                              | Halbwelter     | nach einer Abbruch-Niederlage in der 2. Runde im Achtelfinale gegen Georgios Agrimavakis, Griechenland |
| 1977 | 2.    | Acropolis-Cup in Athen                                                           | Halbwelter     | nach einer Punktniederlage im Finale gegen Georgios Agrimavakis |
| 1978 | 3.    | WM in Belgrad                                                                    | Welter         | nach einem Punktsieg über Plamen Jankow, Bulgarien (5:0), Abbruchsiegen jeweils in der 2. Runde über Emilio Correa, Kuba und Zbigniew Kicka, Polen und einer Punktniederlage gegen Miodrag Perunovic, Jugoslawien |
| 1979 | 1.    | EM in Köln                                                                       | Welter         | nach einem Abbruch-Sieg in der 2. Runde über Gaetano Caso, Italien und Punktsiegen über Alexander Koschkin, UdSSR (5:0), Kalevi Kosunen, Finnland (5:0) und Sreten Mirkovic, Jugoslawien (5:0)                    |
| 1980 | 3.    | Grand-Prix in Ústí nad Labem                                                     | Welter         | nach einer Punktniederlage im Halbfinale gegen Waleri Laptjew, UdSSR |
| 1980 | 1.    | Intercup in Duisburg                                                             | Welter         | nach einem kampflosen Sieg im Finale über Joey Frost, England |
| 1980 | 1.    | Jubiläumsturnier zum 100-jährigen Bestehen des britischen Boxverbandes in London | Welter         | nach Punktsiegen über Bob Stephens, England und Frank Nolan, Kanada |

## Länderkämpfe
| Jahr | Ort           | Begegnung                     | Ergebnis   |                                              |
| 1971 | Hemsbach      | BRD gegen Polen Junioren      | Feder      | Punktniederlage gegen Henryk Swiderski       |
| 1971 | Immenstadt    | BRD gegen Polen Junioren      | Feder      | Punktsieg über Henryk Swiderski              |
| 1973 | Pforzheim     | BRD gegen Frankreich Junioren | Halbwelter | Punktsieg über Marion                        |
| 1974 | Aussig        | ČSSR gegen BRD                | Halbwelter | Punktsieg über Arnost Russ                   |
| 1974 | Prag          | ČSSR gegen BRD                | Halbwelter | Punktsieg über Lombar                        |
| 1974 | Groningen     | Niederlande gegen BRD         | Halbwelter | Abbruch-Sieg in der 1. Runde über van Eyck   |
| 1975 | Hannover      | BRD gegen ČSSR                | Halbwelter | Punktsieg über Ondrej Botansky               |
| 1975 | Mannheim      | BRD gegen USA                 | Halbwelter | Punktsieg über Milton Seward                 |
| 1975 | London        | England gegen BRD             | Halbwelter | Punktsieg über Clinton McKenzie              |
| 1976 | Dublin        | Irland gegen BRD              | Halbwelter | Punktsieg über Davitt                        |
| 1977 | Herning       | Dänemark gegen BRD            | Halbwelter | Punktsieg über Heidelbach                    |
| 1977 | Rottweil      | BRD gegen Frankreich          | Halbwelter | Punktsieg über Jean-Claude Ruiz              |
| 1977 | Algier        | Algerien gegen BRD            | Halbwelter | Punktsieg über Sekkine                       |
| 1978 | Worms         | BRD gegen Schweden            | Halbwelter | Punktsieg über Ulf Carlsson                  |
| 1978 | Szolnok       | Ungarn gegen BRD              | Halbwelter | Punktsieg über Juhasz                        |
| 1978 | Essen         | BRD gegen England             | Welter     | Aufgabe-Sieg in der 2. Runde über Joey Frost |
| 1979 | Böblingen     | BRD gegen Wales               | Welter     | Abbruch-Sieg in der 2. Runde über Brewster   |
| 1979 | Gelsenkirchen | BRD gegen Dänemark            | Welter     | Abbruch-Sieg in der 2. Runde über Rasmussen  |
| 1979 | Sindelfingen  | BRD gegen Nigeria             | Welter     | KO-Sieg in der 1. Runde über Adetunti Odeye  |
| 1980 | Sindelfingen  | BRD gegen Bulgarien           | Welter     | Punktsieg über Kricho Troynow                |

## Deutsche Meisterschaften
| Jahr | Platz | Altersgruppe | Gewichtsklasse | Ergebnis                                                  |
| 1971 | 3.    | Junioren     | Leicht         | nach Punktniederlage im Halbfinale gegen Jacobitz         |
| 1972 | 1.    | Junioren     | Leicht         | nach DQ-Sieg in der 2. Runde über Rodewies                |
| 1974 | 2.    | Senioren     | Halbwelter     | nach Punktniederlage im Finale gegen Burkhart Barnowski   |
| 1975 | 1.    | Senioren     | Halbwelter     | nach Punktsieg im Finale über Jörg-Detlev Retschkau       |
| 1976 | 1.    | Senioren     | Halbwelter     | nach Abbruch-Sieg in der 3. Runde über Burkhart Barnowski |
| 1977 | 1.    | Senioren     | Halbwelter     | Sieg über Dieter Holm vom CSC Frankfurt                   |
| 1978 | 1.    | Senioren     | Welter         | nach Punktsieg im Finale über Harald Wildanger            |
| 1979 | 1.    | Senioren     | Welter         | nach Punktsieg im Finale über Michael Kerscher            |
| 1980 | 1.    | Senioren     | Welter         |                                                           |

## Erläuterungen
- OS = Olympische Spiele, WM = Weltmeisterschaft, EM = Europameisterschaft
- Gewichtsklassen: Leichtgewicht, bis 60 kg, Halbweltergewicht, bis 63,5 kg und Weltergewicht, bis 67 kg Körpergewicht